# 通途路
通途路是中国浙江省宁波市一条城市主干道。通途路西起 杭州湾环线高速大隐出口，东到北仑区泰山路，全长39.5公里。其中，庆丰桥到清河路路段又称西草马路，清河路至新芝路又称新马路，新芝路至机场路又称永丰西路。1995年12月28日北仑段通车，2008年11月，庆丰桥通车，通途路从鄞州区延伸到江北区，并通过永丰桥进入海曙区。2011年9月，通途路向东延伸至骆霞线。2011年11月，通途路向西延伸到 杭州湾环线高速大隐出口。

## 路名变迁
通途路位于鄞州区和北仑区的路段建于1990年，位于海曙区的原永丰西路路段建于1986年，而位于江北区境内的新马路则建于1931年，西草马路建于1981年。2001年和2008年通车的永丰桥和庆丰桥将这些路段连接在一起。此后，通途路西延至杭甬高速公路大隐出口，但各段路名仍保留原名，造成了一定的不便。2012年10月，各路段分别更名为通途路（西草马路段）、通途路（新马路段）、通途路（永丰西路段），机场路以西改称通途西路。

## 主要相连道路

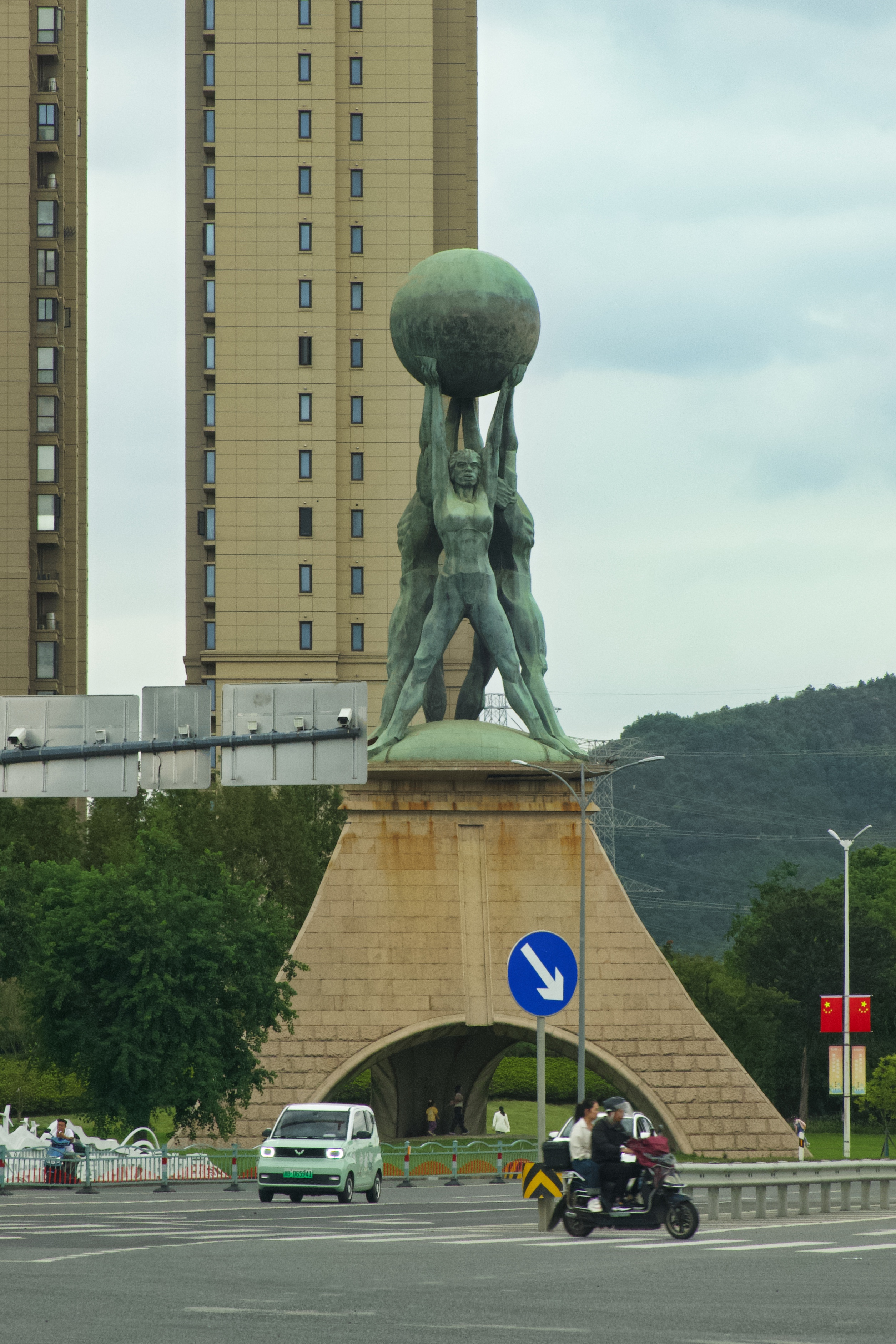
通途路泰山路路口雕塑“托起未来”

通途路自东向西与以下道路相连：
北仑区：
- 黄山西路
- 泰山路
- 宁波绕城高速公路（丁家山出口）

鄞州区：
- 东外环路（梅墟立交）
- 剑兰路
- 聚贤路 - 盛莫北路
- 院士路 - 福庆北路
- 河清北路
- 杨木碶路
- 海晏北路
- 清水桥路
- 世纪大道
- 沧海路
- 福明路
- 桑田路
- 中兴路
- 朝晖路
- 徐戎路
- 曙光北路

江北区：
- 人民路（庆丰桥下匝道）
- 大庆南路（庆丰桥上匝道）
- 湖东路（庆丰桥上匝道）
- 湖西路
- 清河路 - 西草马路 - 新马路 - 正大路（已永久封闭）（六岔路口）
- 大闸路

海曙区：
- 永丰北路（永丰桥下匝道）
- 新芝路
- 翠柏路
- 环城西路
- 丽园北路
- 机场路（辅路平交，高架立交）
- 学院路
- 梁祝路
- 甬金高速连接线
- 318省道

余姚市：
- 杭州湾环线高速大隐出口

## 快速路改造
在《宁波市中心城快速路系统规划》中，通途路被规划为宁波城市内环的一部分。由于通途路通行状况较为拥堵，被市民戏称为“统堵路”，因而通途路改造也被提上了议事日程。改造主要方案为高架或隧道，但具体实施方案仍未确定。